# Poslanecká sněmovna
Poslanecká sněmovna je dolní komora parlamentů. Jde o zastupitelský legislativní orgán volený většinou přímo voliči (lidem), na rozdíl od horní komory, která je častěji utvářena i jinak. Jde většinou o orgán legislativně a mocensky i politicky rozhodující. Dolní komora může nést samozřejmě i jiné označení v závislosti na státu nebo jeho správním celku (Sněmovna reprezentantů, Národní rada, Spolkový sněm atd.).

## Poslanecké sněmovny
- Česká republika – Poslanecká sněmovna Parlamentu České republiky
- První republika – Poslanecká sněmovna Národního shromáždění ČSR
- Rakousko-Uhersko – Poslanecká sněmovna rakouské Říšské rady
- Itálie – Poslanecká sněmovna Parlamentu Itálie
- Lucembursko – Poslanecká sněmovna
- Rumunsko – Poslanecká sněmovna Rumunska
- Lucembursko – Poslanecká sněmovna Lucemburska